# Dicolpus volucris
Dicolpus volucris är en insektsart som beskrevs av Gerstaecker 1885. Dicolpus volucris ingår i släktet Dicolpus och familjen fjärilsländor. Inga underarter finns listade i Catalogue of Life.